# Pasir Kidul
Pasir Kidul is een bestuurslaag in het regentschap Banyumas van de provincie Midden-Java, Indonesië. Pasir Kidul telt 6778 inwoners (volkstelling 2010).